# Oxford Internet Institute

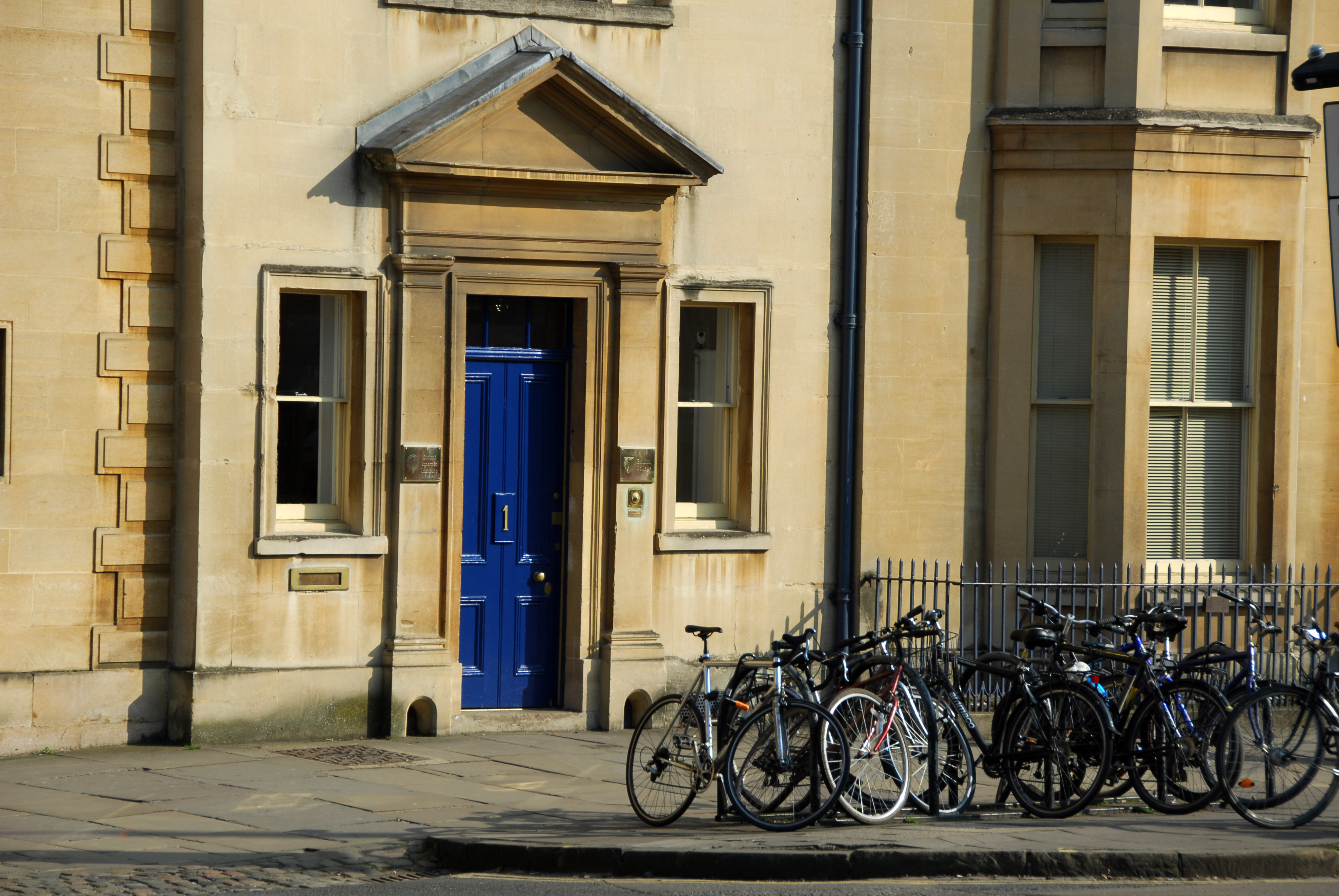
Sede

L'Oxford Internet Institute (OII) è un dipartimento multi-disciplinare dell'Università di Oxford in Inghilterra, ed è legato al Balliol College di Oxford.

## Funzione
L'attività di ricerca svolta si concentra sull'influenza che Internet ha nel sociale. Dal 2001 l'OII ha attivato una delle più prestigiose Summer Doctoral School nel campo della ricerca su Internet e società. Oltre che a essere il membro inglese del World Internet Project, produce anche annualmente l'Oxford Internet Survey. Con la sua pubblicazione viene fornita la dimensione dell'uso di Internet nel Regno Unito, ma anche interessanti notizie sull'impatto della rete nel resto del mondo.

## Storia
L'Oxford Internet Institute è stato fondato da Derek Wyatt e Andrew Graham, Master del Balliol College, e aperto nel 2001 con un iniziale finanziamento di 10 milioni di sterline da parte del The Shirley Foundation e 5 milioni di sterline di finanziamenti pubblici da parte dell'Higher Education Council of England. Il direttore del dipartimento è il Prof. William Dutton.
L'OII si trova al centro di Oxford.
Una ricerca condotta nel 2015 su Wikipedia, ha evidenziato come la metà degli edit complessivi nelle 300 lingue siano state scritte dagli utenti connessi da cinque paesi (Stati Uniti, Regno Unito, Francia, Germania e Italia), mentre la sola Wikipedia Olanda totalizza più edit di tutti paesi del continente africano.